# Парижки университет
Парижкият университет, известен и като Сорбоната (по името на един от колежите му, днес име на историческото здание на университета, на френски: La Sorbonne) е университет във френската столица Париж, съществувал като едно цяло до 1971 г. Основан в средата на XII век, той е един от първите университети в Европа. През вековете се е радвал на завидна репутация в широк кръг от области от човешкото познание. В него са изучавали науки и изкуства и провеждали научни изследвания личности като Франсоа Рабле, Дени Дидро, Анри Поанкаре, Пиер и Мария Кюри, Жозеф Лиувил, Жак Моно и много други.
Произлезлите от него университети и до днес привличат студенти и учени от високо ниво. С Парижкия университет са свързани 47 нобелови лауреата, както и 7 филдсови медалиста (в това число са включени завършили или работили в Парижкия университет и произлезлите от него университети). Сред тях са и най-скорошните френски носители на споменатите награди: лауретатът на Нобеловата награда по физика за 2012 г. Серж Арош и филдсовият лауреат за 2010 г. Седрик Вилани. В Парижките университети са учили, защитавали докторски дисертации, преподавали и провеждали научни изследвания множество политици, икономисти, учени, хора на изкуството и личности, свързани с френския и световен интелектуален елит.
След студентските вълнения от 1968 година Парижкият университет е разделен на 13 университета, всеки от които е наследник на определени факултети и катедри на стария университет. В историческите сгради на Университета се помещават университетите „Париж I – Пантеон-Сорбона“, „Париж II – Пантеон-Асас“, „Париж III – Новата Сорбона“, „Париж IV – Париж-Сорбона“ и „Париж V – Рене Декарт“.
13-те университета, наследници на Парижкия университет са:
|  | Университет Париж-I: Пантеон-Сорбона    | Уебсайт                                                     |
|  | Университет Париж-II: Пантеон-Асас      | Уебсайт                                                     |
|  | Университет Париж-III: Нова Сорбона     | Уебсайт                                                     |
|  | Университет Париж-IV: Пари-Сорбон       | Уебсайт Архив на оригинала от 2003-11-24 в Wayback Machine. |
|  | Университет Париж-V: Рене Декарт        | Уебсайт                                                     |
|  | Университет Париж-VI: Пиер и Мария Кюри | Уебсайт Архив на оригинала от 2011-02-16 в Wayback Machine. |
|  | Университет Париж-VII: Дени Дидро       | Уебсайт                                                     |
|  | Университет Париж-VIII                  | Уебсайт                                                     |
|  | Университет Париж-IX: Пари-Дофин        | Уебсайт                                                     |
|  | Университет Париж-X: Нантер             | Уебсайт                                                     |
|  | Университет Париж-XI: Париж-юг          | Уебсайт                                                     |
|  | Университет Париж-XII: Пари-Вал-де-Марн | Уебсайт Архив на оригинала от 2010-01-18 в Wayback Machine. |
|  | Университет Париж-XIII: Париж-север     | Уебсайт                                                     |